# Алал вера (албум)
Алал вера је осми студијски албум српске фолк певачице Наташе Ђорђевић, издат 2000. године за Гранд продакшн. Ово је најуспешнији албум ове певачице и већина песама са албума су постале велики хитови Лане моје лане, Дао не дао, Алал вера, Што ме дуже љубиш кајаћеш се дуже...Продуцент албума је Горан Ратковић Рале.

## Списак песама
Аутор(и) свих текстова: песме 1, 2, 7, 8, 9 Стева Симеуновић док је песме 3, 4, 5, 6 Пера Стокановић, аутор(и) свих песама: Стева Симеуновић, Пера Стокановић.
| №  | Назив                              | Трајање |  |
| 1. | Алал вера                          |         |  |
| 2. | Ми смо победници                   |         |  |
| 3. | Лане моје лане                     |         |  |
| 4. | Хало, хало                         |         |  |
| 5. | Што ме дуже љубиш, кајаћеш се дуже |         |  |
| 6. | Жива ватра                         |         |  |
| 7. | Мушко срце                         |         |  |
| 8. | Окреће се овај живот               |         |  |
| 9. | Дао, не дао                        |         |  |